# Elleholm
Elleholm är en holme i Mörrumsån och en by i Karlshamns kommun, Elleholms socken i Blekinge län, och platsen för en befästning kallad Sjöborg.
Holmen ligger mellan två grenar av Mörrumsån, Lillån i väster och Storån i öster. Elleholms kyrka är byggd 1705. På holmen finns även Elleholms hovgård, som uppfördes efter 1625 (då Sjöborg förstördes av hanseatiska trupper). Namnet Elleholm betyder alholme, eller egentligen äleholm (en holme bevuxen med alar), jämför med det danska ordet elletræ.
Under danskt välde hade Elleholm stadsrättigheter från 1450 fram till 1600, då kungen beslöt att avveckla staden - som ganska snart därefter kom att benämnas som ett "fiskeläge". Staden tillhörde ursprungligen ärkebiskopen i Lund, fram till reformationen 1536 då den övergick till kungamakten. Under Nordiska sjuårskriget brändes Elleholm 1564. Därefter, nämns det i viss litteratur, flyttades stadsrättigheterna till det närliggande Sölvesborg (stöd för detta saknas dock i källmaterialet). Orten var alltså redan på nedgång när de svenska myndigheterna 1664 gav stadsrättigheter till det närbelägna Bodekull (senare Karlshamn), som hade gynnsammare förutsättningar för en hamn.
Under mitten av 1500-talet omnämns att det fanns cirka 30-35 fastigheter i staden och att husen låg grupperade i två rader.
I slutet av 1700-talet bodde 230 personer på Elleholm. Byn bestod av 7 mantal med 12 brukningsenheter och här fanns 11 båtsmanstorp. Huvuddelen av de bosatta här sysslade dock med laxfiske, både i Mörrumsån och i Östersjön. Rederi AB Listerkusten med säte på Elleholm bedrev 1883–1886 trafik mellan Hörvik och Karlshamn med en av hållplatserna på Elleholm.
Sedan 2015 driver Blekinge museum ett forskningsprojekt kring den medeltida stadsbildningen och borgen Sjöborg. Efter att ha gjort flera utgrävningar på borgplatsen åren 2016–2020, flyttades fokus till stadsdelen 2021. En av målsättningarna var bland annat att återfinna de gravar som påträffades norr om kyrkans lilla kyrkogård vid en kabelnedgrävning 1950 - detta då dessa gravar aldrig blev undersökta. Mellan 2022 och 2023 återfanns fyra av gravarna och det visade sig att åtminstone tre av de döda blivit avrättade genom halshuggning. Analysresultat av två individer visade att det var unga män som kom från nordöstra Skåne/Listerlandet och att de under större delen av sina liv ätit fisk. Begravningen har enligt kol 14-analys skett under perioden 1445–1635.